# Ilex guianensis
Ilex guianensis là một loài thực vật có hoa trong họ Aquifoliaceae. Loài này được (Aubl.) Kuntze mô tả khoa học đầu tiên năm 1891.